# Юлий Павлов
Юлий Владимиров Павлов е български политик, физик и политически анализатор.

## Биография
Роден в Пловдив на 21 юли 1951 г. Баща му е професор по медицина, активен борец против фашизма и капитализма. Негов брат е политикът, а по-късно бизнесмен Любомир Павлов. Завършва физика в Софийския университет „Св. Климент Охридски“.
До 1987 г. работи последователно в няколко института на БАН, а след това работи като главен асистент във Висшия инженерен институт (ENIG) в Тунис. Докато е зад граница, следи западни медии като „Свободна Европа“ и се информира за събитията в Източна Европа. През лятото на 1989 г. се връща в България и става съосновател и съпредседател на Синдиката на работещите в областта на науката към КТ „Подкрепа“. От декември 1989 до юни 1990 завежда международния отдел на синдиката.
От юни до септември 1990 г. е заместник на Стефан Тафров в международния отдел на Съюза на демократичните сили (СДС). От септември 1990 г. до ноември 1994 г. е завеждащ отдела.
От юни 1991 г. е избран за председател на Християндемократическия съюз (ХДС), който е един от членовете на СДС.
Става народен представител от СДС в XXXVIII народно събрание (1997 – 2001). Там той е член в парламентарната комисия по външна политика и е част от делегацията в Парламентарната асамблея на Съвета на Европа (ПАСЕ).
През 1995, 1999 и 2003 става член на изборния щаб на Стефан Софиянски да[ неясно? ] кмет на София, участва и в предизборния щаб на Петър Стоянов за президент (1996) и на СДС за изборите за XXXVIII народно събрание.
През 2012 г. е сред основателите и става член на ръководството на България на гражданите на Меглена Кунева.
Заедно с брат си Любомир Павлов и съпругата му Диляна Грозданова създава вестник „Експрес“, като Юлий Павлов става директор на интернет изданието.
От 1994 г. е директор на Центъра за анализи и маркетинг, преименуван по-късно на Център за анализи и прогнози. През 2009 г. става партньор в Центъра, а от 2016 г. е негов едноличен собственик.
Към момента[ неясно? ] Юлий Павлов се занимава с политически анализ, базиран на социологическите изследванията, които неговият Център за анализи и маркетинг прави.